# Convoi HX 37
Le convoi HX 37 est un convoi passant dans l'Atlantique nord, pendant la Seconde Guerre mondiale. Il part de Halifax au Canada le 22 avril 1940 pour différents ports du Royaume-Uni et de la France. Il arrive à Liverpool le 7 mai 1940.

## Composition du convoi
Ce convoi est constitué de 32 cargos :
- Royaume-Uni : 19 cargos
- Grèce : 2 cargos
- Norvège : 6 cargos
- France : 4 cargos
- Panama : 1 cargo

## L'escorte
Ce convoi est escorté en début de parcours par :
- les destroyers canadiens : HMCS Restigouche et HMCS St. Laurent
- Un paquebot armé britannique : HMS Alaunia

## Le voyage
Les destroyers canadiens quittent le convoi le 23 avril. Le paquebot reste jusqu'au 6 mai. Le 5 mai, deux destroyers HMS Leith et HMS Vivacious (en) rejoignent le convoi.
Le convoi arrive sans problème.